# جایزه بزرگ کانادا ۱۹۷۳
جایزه بزرگ کانادا ۱۹۷۳ (انگلیسی: ‎1973 Canadian Grand Prix‎) یک مسابقهٔ موتوری در رشتهٔ اتومبیل‌رانی فرمول یک بود که در تاریخ ۲۳ سپتامبر ۱۹۷۳ در موتوراسپورت پارک واقع در بومن‌ویل، انتاریو، کانادا برگزار شد. این گراند پری در میان ۱۵ گراند پری در فصل ۱۹۷۳، مسابقهٔ شمارهٔ ۱۴ بود.
در این مسابقه که در ۸۰ دور و به مسافت ۳۱۶٫۵۶ کیلومتر (۱۹۶٫۷۰۱ مایل) برگزار شد، پول پوزیشن توسط رونی پیترسن کسب شد و سریع‌ترین زمان برای طی یک دور پیست که برابر با ۱:۱۵٫۴۹۶ بود نیز توسط امرسون فیتیپالدی به ثبت رسید.
پیتر روسون از تیم مک‌لارن-فورد، امرسون فیتیپالدی از تیم لوتوس-فورد و جکی الیور از تیم شدو-فورد به‌ترتیب مقام‌های اول تا سوم مسابقه را کسب کردند.

## رده‌بندی قهرمانی پس از مسابقه
|       | جایگاه | راننده           | امتیاز |
| ----- | ------ | ---------------- | ------ |
|       | ۱      | جکی استوارت      | ۷۱     |
|       | ۲      | امرسون فیتیپالدی | ۵۴     |
|       | ۳      | فرانسوا سورت     | ۴۷     |
|       | ۴      | رونی پیترسن      | ۴۳     |
|       | ۵      | پیتر روسون       | ۳۶     |
| منبع: |        |                  |        |

|       | جایگاه | سازنده      | امتیاز  |
| ----- | ------ | ----------- | ------- |
| ۱     | ۱      | لوتوس-فورد  | ۸۳ (۸۷) |
| ۱     | ۲      | تایرل-فورد  | ۸۲ (۸۶) |
|       | ۳      | مک‌لارن-فورد | ۵۵      |
|       | ۴      | برابام-فورد | ۱۸      |
|       | ۵      | فراری       | ۱۲      |
| منبع: |        |             |         |

یادداشت
- تنها پنج جایگاه نخست از هر رده‌بندی نمایش داده شده‌است.